# Municipio de San José (kommun i Guatemala, Departamento de Escuintla)
Municipio de San José är en kommun i Guatemala.   Den ligger i departementet Departamento de Escuintla, i den södra delen av landet, 90 km sydväst om huvudstaden Guatemala City.